# Monte Monadnock
Il Monte Monadnock, o Grande Monadnock, è un picco isolato alto 965 m situato nel New Hampshire sudoccidentale (USA), che ha per anni attratto su di sé l'attenzione per il suo isolamento dalle altre montagne.

## Descrizione
Questo monte, alto 965 m, si innalza di 610 m rispetto al livello del piatto terreno circostante, 300 m più alto di qualunque rilievo nel raggio di circa 50 km.
Il termine "monadnock" è stato adottato dai geologi americani in alternativa al termine inselberg a partire da questo monte. 
Spesso viene chiamato Grand Monadnock per differenziarlo da altri picchi presenti nel New Hampshire e nel Vermont chiamati anch'essi "monadnocks".

## Geologia
Il Monte Monadnock è composto banchi di quarzite appartenenti alla Littleton Formation (Devoniano), ripiegati su se stessi a formare una spessa e resistente sequenza. La Littleton Formation è costituita da scisti grigi e alterati e quarziti che aumentano verso l'alto della sequenza.